# Petroleros de Poza Rica
Petroleros de Poza Rica FC ist ein Fußballverein aus der im mexikanischen Bundesstaat Veracruz gelegenen Stadt Poza Rica de Hidalgo.
Der Verein gehört zu den traditionsreichsten Vereinen in der heute vierklassigen Tercera División, in der seine erste Mannschaft ihre Heimspiele im Estadio Heriberto Jara Corona austrägt.

## Geschichte
Zwischen 1958 und 1970 gehörten die Petroleros zum festen Bestandteil der damals zweitklassigen Segunda División und standen 1963/64 sogar kurz vor dem Aufstieg in die Primera División.
Vor dem letzten Spieltag führten die Petroleros die Tabelle an, verloren ihr letztes Spiel jedoch mit 1:2 gegen den Orizaba FC, während gleichzeitig ihr bisheriger Verfolger Cruz Azul durch einen 7:1-Erfolg gegen den CD Zamora die Tabellenführung übernahm und seinerseits den Aufstieg schaffte.
Weil die erste Liga in der kommenden Saison 1964/65 von 14 auf 16 Mannschaften erweitert wurde, wurde in Mexiko-Stadt eine zusätzliche Aufstiegsrunde ausgetragen, für die sich vier Teams qualifiziert hatten, die in einem Rundenturnier je einmal gegeneinander antraten. Neben Poza Rica, dem aktuellen Vizemeister der Segunda División, und dem Tabellenletzten der vergangenen Erstligasaison, Nacional de Guadalajara, nahmen hieran der CD Veracruz und der CF Ciudad Madero teil. Das Reglement sah vor, dass die beiden erstplatzierten Mannschaften in der kommenden Saison erstklassig und die dritt- und viertplatzierte Mannschaft zweitklassig spielen. Obwohl Poza Rica sein erstes Spiel mit 6:1 gegen Ciudad Madero gewann und nach dem ersten Spieltag Tabellenführer war, verloren die Petroleros ihre beiden folgenden Spiele gegen Veracruz (2:3) und Nacional (1:2), was ihnen den letzten Platz in der Aufstiegsrunde und den Verbleib in der zweiten Liga einbrachte. Auf diese Weise hat Poza Rica in einer Saison gleich zweimal die historische Chance verspielt, in der ersten Liga spielen zu dürfen.
In den folgenden Jahren ging es sportlich allmählich bergab und 1970 folgte der Abstieg in die seinerzeit noch drittklassige Tercera División. Erst zwölf Jahre später gelang die Meisterschaft und die damit verbundene Rückkehr in die Segunda División, in der die Petroleros noch einmal zwischen 1982 und 1986 vertreten waren. Nach der Saison 1985/86 veräußerte der Verein seine Lizenz und spielte seither nie wieder zweitklassig.

## Erfolge
- Meister der Tercera División: 1981/82

## Bekannte Spieler
- Carlos Calderón de la Barca (1958/59)
- Carlos González Cabrera (1962–1965)
- Pepín González (1958/59)
- Alfonso Portugal (1958/59)

## Bekannte Trainer
- José Moncebáez (1959)